# André Piljean
Œuvres principales
- Passons la monnaie

André Piljean, né en 1914 à Aubervilliers et mort en août 1956, est un écrivain de roman policier et de roman d’espionnage français.

## Biographie
Très tôt orphelin, André Piljean entre à l’usine à 12 ans. Il est successivement menuisier, lithographe, grillageur, manœuvre, chômeur, ouvrier d’usine, couvreur, employé des wagons-lits, docker. Il s’engage dans la marine nationale mais est réformé. Malade pendant plusieurs années, il s’intéresse au théâtre, écrit, joue. L’acteur Gaston Modot l’encourage à écrire. Au moment où il songe à arrêter, Gallimard accepte son premier roman Passons la monnaie pour lequel il obtient le grand prix de littérature policière en 1952.

### Roman policier
Ses 2 romans sont parus dans la collection Série noire
- Passons la monnaie, no 98, 1951
- Un chien écrasé, no 156, 1953

### Roman d’espionnage
Ses 11 romans sont parus dans la collection Espionnage des éditions Fleuve noir :
- Service dans l'ombre, no 49, 1954
- Impasse sanglante, no 55, 1954
- Péril sur l'Ouest, no 59, 1954
- Liste noire, no 68, 1955
- Morts en chaîne, no 73, 1955
- Affaire privée, no 80, 1955
- Fonds secrets, no 87, 1956
- Mission punitive, no 94, 1956
- Corridor « E », no 104, 1956
- Jeu blanc, no 110, 1956
- Opération Piège, no 147, 1957

### Nouvelles
Deux nouvelles dans Mystère magazine :
- Je déteste Lanzi !, no 44, septembre 1951
- La Grande Vie, no 107, décembre 1956

Trois nouvelles dans Ficton Éditions OPTA :
- La Boîte de Pandore, no 2, décembre 1953
- Le « Détachtout », no 9, août 1954
- Cassandre, no 20, juillet 1955

## Filmographie
- 1984 : Un chien écrasé, adaptation du roman éponyme par Daniel Duval et Robert Pouret, film diffusé dans la série télévisée Série noire, réalisé par Daniel Duval

## Prix
- Grand prix de littérature policière 1952 pour Passons la monnaie[2]

## Sources
- Claude Mesplède (dir.), Dictionnaire des littératures policières, vol. 2 : J - Z, Nantes, Joseph K, coll. « Temps noir », 2007, 1086 p. (ISBN 978-2-910686-45-1, OCLC 315873361).
- Claude Mesplède, Les années "Série noire" : bibliographie critique d'une collection policière, vol. 1 : 1945-1959, Amiens, Editions Encrage, coll. « Travaux » (no 13), 1992 (ISBN 978-2-906389-34-2).
- Claude Mesplède et Jean-Jacques Schleret, SN, voyage au bout de la Noire : inventaire de 732 auteurs et de leurs œuvres publiés en séries Noire et Blème : suivi d'une filmographie complète, Paris, Futuropolis, 1982, 476 p. (OCLC 11972030).